# Giorgio Scarlatti
Giorgio Scarlatti (ur. 2 października 1921 w Rzymie, zm. 26 lipca 1990 tamże) – włoski kierowca wyścigowy, w latach 1956–1961 uczestnik wyścigów Formuły 1, ścigający się także samochodami sportowymi Maserati i Ferrari.

## Wyniki w Formule 1
| Legenda oznaczeń w tabelach wyników Wyświetl szablon na nowej stronie | Legenda oznaczeń w tabelach wyników Wyświetl szablon na nowej stronie                                                                     |
| Oznaczenie                                                            | Wyjaśnienie |
| --------------------------------------------------------------------- | --- |
| Złoty                                                                 | Zwycięzca lub mistrzostwo |
| Srebrny                                                               | 2. miejsce lub wicemistrzostwo |
| Brązowy                                                               | 3. miejsce lub II wicemistrzostwo |
| Zielony                                                               | Ukończył, punktował (w klasyfikacji generalnej, gdy zdobył co najmniej jeden punkt na przestrzeni sezonu, poza trzema powyższymi opcjami) |
| Niebieski                                                             | Ukończył, nie punktował (w klasyfikacji generalnej, gdy nie zdobył co najmniej jednego punktu na przestrzeni sezonu)                      |
| Czerwony                                                              | Nie zakwalifikował się (NZ) |
| Czerwony                                                              | Nie prekwalifikował się (NPK) |
| Różowy                                                                | Nie ukończył (NU) |
| Różowy                                                                | Niesklasyfikowany (NS) (w klasyfikacji generalnej, gdy nie został sklasyfikowany w żadnym wyścigu sezonu)                                 |
| Czarny                                                                | Zdyskwalifikowany (DK) |
| Czarny                                                                | Wykluczony (WYK/EX) |
| Biały                                                                 | Nie wystartował (NW) |
| Biały                                                                 | Kontuzjowany (K/INJ) |
| Biały                                                                 | Wyścig odwołany (OD/C) |
| Bez koloru                                                            | Został wycofany (WYC/WD) |
| Bez koloru                                                            | Nie przybył (NP/DNA) |
| Bez koloru                                                            | Nie brał udziału w treningach (NT/DNP) |
| Bez koloru                                                            | Nie został zgłoszony (–) |
| Pogrubienie                                                           | Start z pole position |
| Kursywa                                                               | Najszybsze okrążenie wyścigu |
| †                                                                     | Nie ukończył, ale jego rezultat został zaliczony ze względu na przejechanie więcej niż 90% dystansu wyścigu.                              |
| *                                                                     | Sezon w trakcie |
| 1/2/3                                                                 | Punktowana pozycja w sprincie kwalifikacyjnym                                                                                             |
| Lista systemów punktacji Formuły 1                                    | |

| Rok  | Zespół                    | Samochód         | Silnik   | Wyniki w poszczególnych eliminacjach | Wyniki w poszczególnych eliminacjach | Wyniki w poszczególnych eliminacjach | Wyniki w poszczególnych eliminacjach | Wyniki w poszczególnych eliminacjach | Wyniki w poszczególnych eliminacjach | Wyniki w poszczególnych eliminacjach | Wyniki w poszczególnych eliminacjach | Wyniki w poszczególnych eliminacjach | Wyniki w poszczególnych eliminacjach | Wyniki w poszczególnych eliminacjach | Msc. | Pkt. |
| ---- | ------------------------- | ---------------- | -------- | ------------------------------------ | ------------------------------------ | ------------------------------------ | ------------------------------------ | ------------------------------------ | ------------------------------------ | ------------------------------------ | ------------------------------------ | ------------------------------------ | ------------------------------------ | ------------------------------------ | ---- | ---- |
| 1956 |                           |                  |          | ARG                                  | MCO                                  | 500                                  | BEL                                  | FRA                                  | GBR                                  | DEU                                  | ITA                                  |                                      |                                      |                                      | NS   | 0    |
| 1956 | Giorgio Scarlatti         | Ferrari 500      | Ferrari  | -                                    | NZ                                   | -                                    | -                                    | -                                    | -                                    | -                                    | -                                    |                                      |                                      |                                      | NS   | 0    |
| 1956 | Scuderia Centro Sud       | Ferrari 500      | Ferrari  | -                                    | -                                    | -                                    | -                                    | -                                    | -                                    | NU                                   | -                                    |                                      |                                      |                                      | NS   | 0    |
| 1957 |                           |                  |          | ARG                                  | MCO                                  | 500                                  | FRA                                  | GBR                                  | DEU                                  | PES                                  | ITA                                  |                                      |                                      |                                      | 20   | 1    |
| 1957 | Officine Alfieri Maserati | Maserati 250F    | Maserati | -                                    | NU1                                  | -                                    | -                                    | -                                    | 10                                   | 6                                    | 51                                   |                                      |                                      |                                      | 20   | 1    |
| 1958 |                           |                  |          | ARG                                  | MCO                                  | NLD                                  | 500                                  | BEL                                  | FRA                                  | GBR                                  | DEU                                  | PRT                                  | ITA                                  | MOR                                  | NS   | 0    |
| 1958 | Giorgio Scarlatti         | Maserati 250F    | Maserati | -                                    | NU                                   | NU                                   | -                                    | -                                    | -                                    | -                                    | -                                    | -                                    | -                                    | -                                    | NS   | 0    |
| 1959 |                           |                  |          | MCO                                  | 500                                  | NLD                                  | FRA                                  | GBR                                  | DEU                                  | PRT                                  | ITA                                  | USA                                  |                                      |                                      | 29   | 0    |
| 1959 | Scuderia Ugolini          | Maserati 250F    | Maserati | NZ                                   | -                                    | -                                    | 8                                    | -                                    | -                                    | -                                    | -                                    | -                                    |                                      |                                      | 29   | 0    |
| 1959 | Cooper Car Co             | Cooper T51       | Climax   | -                                    | -                                    | -                                    | -                                    | -                                    | -                                    | -                                    | 12                                   | -                                    |                                      |                                      | 29   | 0    |
| 1960 |                           |                  |          | ARG                                  | MCO                                  | 500                                  | NLD                                  | BEL                                  | FRA                                  | GBR                                  | PRT                                  | ITA                                  | USA                                  |                                      | NS   | 0    |
| 1960 | Giorgio Scarlatti         | Maserati 250F    | Maserati | NU                                   | -                                    | -                                    | -                                    | -                                    | -                                    | -                                    | -                                    | -                                    | -                                    |                                      | NS   | 0    |
| 1960 | Scuderia Castellotti      | Cooper T51       | Ferrari  | -                                    | NZ                                   | -                                    | -                                    | -                                    | -                                    | -                                    | -                                    | -                                    | -                                    |                                      | NS   | 0    |
| 1960 | Scuderia Centro Sud       | Cooper T51       | Maserati | -                                    | -                                    | -                                    | -                                    | -                                    | -                                    | -                                    | -                                    | NU                                   | -                                    |                                      | NS   | 0    |
| 1961 |                           |                  |          | MCO                                  | NLD                                  | BEL                                  | FRA                                  | GBR                                  | DEU                                  | ITA                                  | USA                                  |                                      |                                      |                                      | NS   | 0    |
| 1961 | Scuderia Serenissima      | De Tomaso F1 001 | O.S.C.A. | -                                    | -                                    | -                                    | NU                                   | -                                    | -                                    | -                                    | -                                    |                                      |                                      |                                      | NS   | 0    |

1 – samochód współdzielony z Harrym Schellem.